# 奥利亚克德巴尔
奥利亚克德巴尔（法語：Orliac-de-Bar，法語發音：[ɔʁljak də baʁ]，意为“巴尔的奥利亚克”）是法国科雷兹省的一个市镇，属于蒂勒区。

## 地理
奥利亚克德巴尔（45°21'39"N, 1°48'4"E）面积14.97 平方千米，位于法国新阿基坦大区科雷兹省，该省份为法国中南部省份，北起上维埃纳省和克勒兹省，西接多爾多涅省，南至洛特省，东临多姆山省和康塔爾省。
与奥利亚克德巴尔接壤的市镇（或旧市镇、城区）包括：巴尔、博蒙、科雷兹、梅里尼亚克-莱格利斯、圣奥古斯坦、圣萨尔瓦杜。

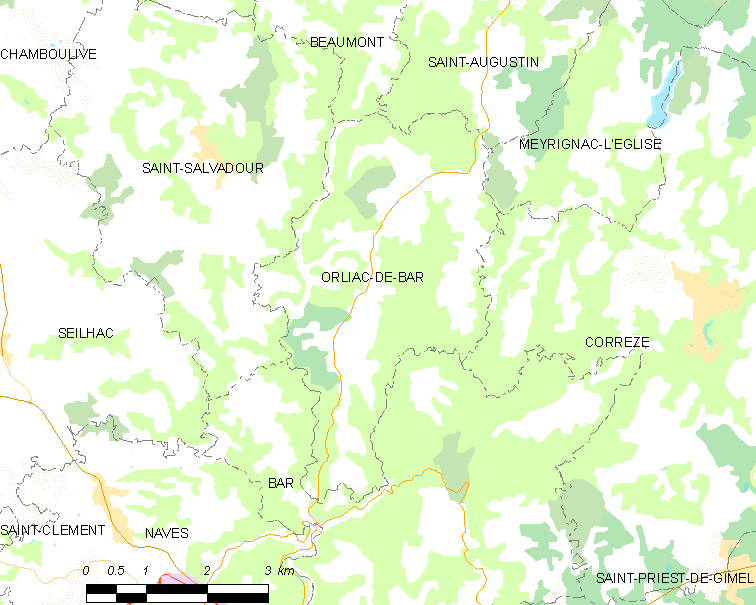
奥利亚克德巴尔的OSM定位图

奥利亚克德巴尔的时区为UTC+01:00、UTC+02:00（夏令时）。

## 行政
奥利亚克德巴尔的邮政编码为19390，INSEE市镇编码为19155。

## 政治
奥利亚克德巴尔所属的省级选区为纳沃县。

## 人口

1962-2008年间奥利亚克德巴尔人口变化图示

奥利亚克德巴尔于2022年1月1日时的人口数量为256人。